# Automatic Colt Pistol
Der Zusatz Automatic Colt Pistol, abgekürzt ACP, bezeichnet einige Pistolenkaliber.
Sie alle wurden Anfang des 20. Jahrhunderts von John Moses Browning entwickelt, der neue Pistolenmodelle für die beiden Hersteller Colt und Fabrique Nationale (FN) konstruierte. Zu dieser Zeit gab es nur wenige etablierte Kaliber für Selbstladepistolen, so dass Browning auf beiden Feldern Pionierarbeit leistete. Allen Kalibern der ACP-Serie ist gemein, dass die Patronenhülsen geradwandig sind, während viele andere Pistolenkaliber der Ära flaschenförmige Hülsen nutzten.
1900 wurden ungefähr zeitgleich in Europa die Pistole FN Browning Modell 1900 im Kaliber .32 ACP und in Amerika die Colt Modell 1900 im Kaliber .38 ACP eingeführt. Letzteres wurde in den folgenden Jahren jedoch schnell als zu schwach wahrgenommen und gilt seit Einführung einer gesteigerten Variante unter der Bezeichnung .38 Super im Jahr 1929 als obsolet. Die weiteren Kaliber der ACP-Reihe folgten zwischen 1900 und 1908. Sie wurden nicht nur in Pistolen der Hersteller Colt und FN eingesetzt, sondern erlangten schnell große Popularität weltweit. .32 ACP galt zeitweilig als das Kaliber, in dem die meisten Faustfeuerwaffen produziert wurden. Die Pistole Colt M1911 im Kaliber .45 ACP ist seit 1911 im Einsatz der US-Streitkräfte und trug dazu bei, das stärkste Mitglied der ACP-Reihe zu einem der weitestverbreiteten Kaliber für militärische Pistolen und Maschinenpistolen zu machen.
Alternative Bezeichnungen für die Kaliber der ACP-Serie nutzen oft die Begriffe „Browning“, „Auto“ oder „Colt“, wobei allerdings längst nicht alle Kaliber, die ähnlich bezeichnet werden, zur ACP-Serie gehören. Das 1903 ebenfalls von Browning entwickelte Pistolenkaliber 9 mm Browning Long trug nie die Bezeichnung ACP.
Die Zahl gibt den ungefähren Durchmesser des Projektils oder der Patrone in Zoll an. Dabei wird, wie im englischen Sprachraum üblich, die 0 vor dem Dezimaltrennzeichen, das im Englischen der Punkt ist, ausgelassen. Kaliber .25 ACP hat beispielsweise einen Projektildurchmesser von 0,251″, was 6,4 mm entspricht.
| Kaliber  | Bezeichnung laut C.I.P. | Bezeichnung laut SAAMI | weitere Bezeichnungen            |
| -------- | ----------------------- | ---------------------- | -------------------------------- |
| .25 ACP  | 6,35 Browning           | 25 Automatic           | 6,35 × 15,5 mm HR 6.35 × 16mm SR |
| .32 ACP  | 7,65 Browning           | 32 Automatic           | 7,65 × 17 mm HR                  |
| .38 ACP  | keine Homologation      | 38 Automatic           | .38 Auto                         |
| .380 ACP | 9 mm Browning court     | 380 Automatic          | 9 mm kurz 9 × 17 mm .380 Auto    |
| .45 ACP  | 45 Auto                 | 45 Automatic           |                                  |